# Evin Ahmad
Pour les articles homonymes, voir Ahmad.
Evin Ahmad (en kurde : ئەڤین ئەحمەد), née le 8 juin 1990 à Stockholm (Suède), est une actrice et auteure suédoise.

## Biographie
Evin Ahmad naît le 8 juin 1990 à Stockholm, en Suède de parents kurdes. Son père est un acteur originaire de la province de Sulaymaniyah en Irak et sa mère est originaire de la ville d'Afrin en Syrie.
Elle grandit dans le district d'Akalla de Stockholm où elle vit pendant vingt-deux ans.
Evin Ahmad étudie à l'Académie des arts dramatiques de Stockholm (Stockholms dramatiska högskola).
Son premier roman En dag ska jag bygga ett slott av pengar (Un jour je construirai un château d'argent) est publié à l'automne 2017.

## Filmographie partielle

### Au cinéma
- 2007 : Ett öga rött (sv) : Yasmine
- 2015 : Beck – Sjukhusmorden (sv) : Sara
- 2015 : I nöd eller lust (sv) : Peace
- 2017 : Dröm vidare (sv) : Mirja
- 2017 : Vilken jävla cirkus (sv) : Agnes
- 2019 : Ring mamma! (sv) : Maggie
- 2025 : Criminal Squad : Pantera (Den of Thieves 2: Pantera) de Christian Gudegast : Jovanna

### À la télévision
- 2010 : Les Enquêtes du commissaire Winter (série télévisée)
- 2013-2015 : 112 Aina (sv) (série télévisée)
- 2014 : Blå ögon (série télévisée) : Jasmine
- 2015 : Livet i Mattelandet (série télévisée)
- 2019 : Vår tid är nu (sv) (titre international : The Restaurant) : Carmen
- 2019 : Quicksand (Störst av allt, série télévisée) : Evin Orak
- 2019-2020 : The Rain[4] (série télévisée) : Kira
- 2020 : Tsunami (sv) (minisérie télévisée) : Sara
- 2021 : Max Anger – With one eye open (sv) (série télévisée)
- 2021-2022 : Snabba Cash (série télévisée) : Leya[4],[5]
- 2023: Who is Erin Carter? (en) (minisérie télévisée) : Erin

## Récompenses et distinctions
- (en) Evin Ahmad: Awards, sur l'Internet Movie Database